# Бургундська мова
Бургундська мова – мертва мова, якою розмовляли бургунди. Належить до східногерманської групи мов (індоєвропейська родина) 
Бургундська (як і вандальська) – відома лише у власних назвах, зафіксованих у історичних хроніках.

## Дивись також
- Готська мова
- Вандальська мова